# 1801 год в музыке

## Произведения
- Людвиг ван Бетховен[1]
  - Балет «Творения Прометея» (нем. Die Geschöpfe des Prometheus).
  - Соната для скрипки № 5.
  - Соната для фортепиано № 12.
  - Соната для фортепиано № 14, известная также как «Лунная соната» (нем. Mondscheinsonate).
- Пауль Враницкий — балет «Das Urteil des Paris».[2]
- Йозеф Гайдн — оратория «Времена года» (нем. Die Jahreszeiten).

## Родились
- 16 марта — Михаил Джулиани, итальянский гитарист, певец и композитор.
- 21 февраля — Ян Вацлав Каливода (чеш. Jan Václav Kalivoda), чешский композитор и скрипач.
- 27 ноября — Александр Егорович Варламов, русский композитор.
- 12 апреля — Йозеф Ланнер (нем. Joseph Lanner), австрийский композитор и скрипач.
- 12 сентября — Джузеппе Конконе (нем. Giuseppe Concone), итальянский профессор пения и композитор.
- 23 октября — Альберт Лорцинг (нем. Albert Lortzing), немецкий композитор-романтик.
- 3 ноября — Винченцо Беллини (итал. Vincenzo Bellini), итальянский композитор.
- 7 декабря — Иоганн Нестрой (нем. Johann Nestroy), австрийский драматург, актёр и оперный певец.

## Скончались
- 11 января — Доменико Чимароза (итал. Domenico Cimarosa), итальянский композитор.
- 21 марта — Андреа Луккези (итал. Andrea Luchesi), итальянский композитор и органист (родился 23 мая 1741).
- 9 ноября — Карл Стамиц (нем. Carl Stamitz), немецкий скрипач и композитор.